# برزند

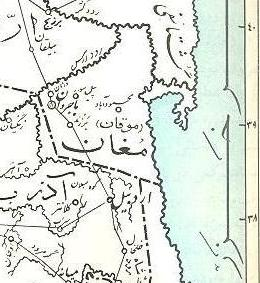
برزند در استان مغان در دوره خلفای عباسی

برزند یا «قالا برزند» روستایی است که در ۱۰–۱۲ کیلومتری غرب شهرستان گرمی قرار دارد. این روستا تاریخ بسیار درخشان داشته است، اما امروزه روستایی مثل بقیه روستاهای گرمی است.
حمداله مستوفی در کتاب نزهه القلوب می‌نویسد: «برزند از اقلیم چهارم است، طولش از جزایر خالدات مج نط و عرض آن از خط استوا لزمط شهری وسط بوده است، بعد از خرابیش افشین غلام معتصم خلیفه عباسی آبادان و نشست خود ساخت، اکنون باز خراب است بقدر دیهی معمور مانده هوایش به گرمی مایل است و آبش از عیون زمین مرتفع دارد حاصلش غله باشد.»